# 桑鶴実
桑鶴 実（くわつる みのる、1895年〈明治28年〉9月29日 - 1962年〈昭和37年〉6月27日）は、日本の政治家。鹿児島県谷山市（現・鹿児島市の一部）初代市長（市制施行時の町長）。

## 来歴
鹿児島県谿山郡谷山村（のち鹿児島郡谷山村→谷山町→谷山市、現・鹿児島市）和田（のち和田町、現・和田）森山出身。鹿児島商業学校（現・鹿児島商業高等学校）を経て、日本大学を卒業する。東京府の職業補導所の助手となり、その後、渡米し、コロンビア大学で社会科学を学んだ。39歳で帰国し、理化学研究所に勤務し、理研朝鮮鎮南浦（現・南浦特別市）工場の総務部長となり、同地で終戦を迎えた。引き揚げ後は、米軍政部の経済技術員となり、理研の搾油機械の販売を行っていた。ほか、鹿児島県人権擁護委員に選ばれた。1951年、谷山町長選挙に立候補し、当選した。1955年に再選。1958年、谷山町は市制施行により谷山市となり、初代市長となった。1959年の初の市長選挙で当選。3年後の1962年、在任中に死去した。